# Akram Monfared Arya

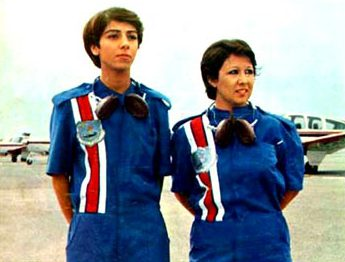
Die Pilotinnen Akram Monfared (rechts) und Sāsān-dokht Sāsāni (links) auf dem Flugplatz Ghaleh-Morghi in Teheran. Mit 20 Jahren wurde Sasani die jüngste Pilotin, die jemals im Iran geflogen ist.

Akram Monfared Arya (persisch اکرم منفرد آریا; * 1946 in Teheran, Iran) ist eine iranisch-schwedische Pilotin, Künstlerin und Politikerin, die in Schweden lebt. Sie gehört neben Fatemeh Pahlavi und Effat Tejaratchi zu den ersten Frauen, die im Iran einen Pilotenschein erlangten.

## Leben und Werk
Akram Monfared Arya war die Tochter eines Architekten und begann 1974 im Iran Flugunterricht zu nehmen. Sie war bereits mit einem promovierten Juristen verheiratet und hatte fünf Kinder im Alter zwischen 2 und 11 Jahren. Nach drei Monaten Segelfliegen erhielt sie ihre Lizenz an der Doshan-Tapeh School of Flight und setzte am Flughafen Qaleh Morqi ihre Ausbildung auf einmotorigen Flugzeugen fort. Nach erfolgreichem Abschluss ihrer Ausbildung erhielt sie ihre zweite Lizenz und konnte bis zur Islamischen Revolution bis 1979 mit verschiedenen einmotorigen und zweimotorigen Flugzeugen fliegen.
Zeitgleich arbeitete sie als Ausbildungsleiterin und als Beraterin für zwei Versicherungsunternehmen, die Tehran Insurance Company und die Iran-America Insurance Company, die nach der Revolution in Tavanah Insurance Company umbenannt wurde. Sie nahm auch Unterricht im Fahren von Lastwagen und Bussen.
Kurz nach der Revolution starb ihr Ehemann und sie verließ mit ihren Kindern den Iran. Sie wanderte 1985 nach Schweden aus. Dort eröffnete sie ein Restaurant in Jönköping und zog ihre Kinder groß. 1990 erneuerte sie in Schweden ihren Pilotenschein und war einige Jahre Mitglied in einem Flugverein.

## Tätigkeit als Autorin
1998 begann sie eine Sammlung ihrer Gedichte und Kurzgeschichten, die sie seit 1975 geschrieben hatte, für die Veröffentlichung zusammenzustellen. Ihr erstes Buch mit dem Titel  PEJVAK-E ESHQ wurde im April 1999 in Schweden veröffentlicht. PEJVAK-E ESHQ ist ein Buch über Trennung, Heimat, Ausbürgerung und politische Frauenrechte. Ihr zweites Buch Sargozashteh Pari basierte auf der Unterwerfung von Frauen in Patriarchaten und wurde im Jahr 2000 veröffentlicht. Sie schrieb eine Biographie von dem Informatiker und Künstler Ali Sadeghian, die später aus dem Schwedischen ins Englische übersetzt und 2018 als E-Book veröffentlicht wurde. Sie veröffentlichte 15 Gedichtbände, Romane und Sachbücher in den Sprachen, Persisch, Englisch und Schwedisch. Sie ist Mitglied des Schwedischen Autorenverbandes. Seit 2003 ist sie Vorsitzende der Emigrant Writer’s Union for Sweden.
Sie war an zahlreichen kulturellen und literarischen Veranstaltungen in Bibliotheken wie der Internationalen Bibliothek und Museen wie dem Mittelmeermuseum in Stockholm beteiligt. Außerdem war sie anderthalb Jahre lang Geschichtenerzählerin für Kinder in verschiedenen örtlichen Bibliotheken und im öffentlich-rechtlichen Fernsehen. Sie unterstützte dreieinhalb Jahre lang als Beraterin für kulturelle Angelegenheiten das städtische Kulturkomitee im Stockholmer Stadtteil Kista.
Im Jahr 2000 nahm sie an dem Kulturwettbewerb Mina Drömmars Kista teil, der von der Kista-Bibliothek veranstaltet wurde und bei dem sie den zweiten Platz gewann. Ein Jahr später gewann sie den ersten Preis beim Husby Poetry Cup. Seit 1999 nahm sie an den schwedischen Poesiewettbewerben Poetry Slam teil.

## Weitere Aktivitäten
Akram Monfared Arya war von 1999 bis Ende 2005 in der Sozialdemokratischen Partei Schwedens politisch aktiv. Im Jahr 2001 wurde sie als Kandidatin für die Sozialdemokratische Partei ausgewählt, um für das Parlament und das Rathaus für die Wahlen 2002 zu kandidieren. Von 2003 bis 2007 war sie Mitglied einer Jury an Stockholmer Gerichten.
In der Galerie Rica in Östermalm und in der Galerie Törnfågeln in Västertorp fanden 2009 Ausstellungen ihrer Gemälde statt. 2011 stellte sie 43 ihrer in Acryl und Öl gemalten Gemälde in der Galerie Kocks in Stockholm aus.

## Veröffentlichungen (Auswahl)
- A Successful Landing on Safe Gound: The Dangerous Escape from Khomeini¿s Claws to the Land of Freedom Sweden. Book Dispensary, 2013.
- A song of love : poetry in choice. Podium, 2006, ISBN 978-91-631-7520-6.
- Ali’s Story. 2018, ISBN 978-91-981818-2-1.[9]